# Momoko Kobori
Momoko Kobori (japanisch 小堀 桃子 Kobori Momoko; * 22. August 1998) ist eine japanische Tennisspielerin.

## Karriere
Kobori begann im Alter von vier Jahren mit dem Tennisspielen, sie bevorzugt dabei laut ITF-Profil Hartplätze.
Sie spielt vor allem auf Turnieren der ITF Women’s World Tennis Tour, bei denen sie bislang drei Einzel- und 24 Doppeltitel gewonnen hat.

## Turniersiege

### Einzel
| Nr. | Datum              | Turnier    | Kategorie   | Belag             | Finalgegnerin     | Ergebnis  |
| --- | ------------------ | ---------- | ----------- | ----------------- | ----------------- | --------- |
| 1.  | 27. Mai 2018       | Karuizawa  | ITF $25.000 | Teppich           | Miyabi Inoue      | 6:0, 6:2  |
| 2.  | 14. Oktober 2018   | Makinohara | ITF $25.000 | Teppich           | Junri Namigata    | 6:2, 6:3  |
| 3.  | 22. September 2024 | Kyōto      | ITF W35     | Hartplatz (Halle) | Tiphanie Lemaître | 7:61, 6:2 |

### Doppel
| Nr. | Datum              | Turnier             | Kategorie     | Belag     | Partnerin         | Finalgegnerinnen                         | Ergebnis          |
| --- | ------------------ | ------------------- | ------------- | --------- | ----------------- | ---------------------------------------- | ----------------- |
| 1.  | 25. März 2017      | Nishitama           | ITF $15.000   | Hartplatz | Kotomi Takahata   | Shiho Akita Erika Sema                   | 6:1, 6:2          |
| 2.  | 23. Juni 2017      | Montpellier         | ITF $25.000+H | Sand      | Ayano Shimizu     | Laura Pigossi Victoria Rodríguez         | 6:3, 4:6, [10:7]  |
| 3.  | 7. Juli 2017       | Denain              | ITF $25.000   | Sand      | Ayano Shimizu     | Mathilde Armitano Elixane Lechemia       | 6:4, 6:3          |
| 4.  | 7. Oktober 2017    | Toowoomba           | ITF $25.000   | Hartplatz | Ayano Shimizu     | Naiktha Bains Abigail Tere-Apisah        | 7:5, 7:5          |
| 5.  | 26. Mai 2018       | Karuizawa           | ITF $25.000   | Teppich   | Ayano Shimizu     | Chisa Hosonuma Kanako Morisaki           | 6:0, 6:3          |
| 6.  | 6. Juli 2018       | Denain              | ITF $25.000   | Sand      | Ayano Shimizu     | Quirine Lemoine Eva Wacanno              | 0:6, 7:5, [10:7]  |
| 7.  | 13. März 2021      | Scharm asch-Schaich | ITF W15       | Hartplatz | Ayano Shimizu     | Barbora Matúšová Anastassija Solotarjowa | 6:1, 6:2          |
| 8.  | 20. März 2021      | Scharm asch-Schaich | ITF W15       | Hartplatz | Ayano Shimizu     | Alicia Barnett Yuriko Lily Miyazaki      | 6:4, 6:1          |
| 9.  | 10. Juli 2021      | Lissabon            | ITF W25       | Hartplatz | Han Na-lae        | Ingrid Gamarra Martins Ma Shuyue         | 6:3, 6:1          |
| 10. | 18. September 2021 | Caldas da Rainha    | ITF W60+H     | Hartplatz | Hiroko Kuwata     | Alicia Barnett Olivia Nicholls           | 7:65, 7:62        |
| 11. | 4. Juni 2022       | Chiang Rai          | ITF W25       | Hartplatz | Luksika Kumkhum   | Misaki Matsuda Naho Satō                 | 6:3, 6:3          |
| 12. | 16. Juli 2022      | Nur-Sultan          | ITF W25       | Hartplatz | Ankita Raina      | Choi Ji-hee Han Na-lae                   | 6:2, 3:6, [10:8]  |
| 13. | 17. September 2022 | Darwin              | ITF W25       | Hartplatz | Luksika Kumkhum   | Yui Chikaraishi Nanari Katsumi           | 6:2, 7:63         |
| 14. | 8. Oktober 2022    | Makinohara          | ITF W25       | Rasen     | Mayuka Aikawa     | Mana Ayukawa Riko Sawayanagi             | 6:4, 5:7, [10:7]  |
| 15. | 27. Mai 2023       | Karuizawa           | ITF W25       | Rasen     | Ayano Shimizu     | Talia Gibson Akari Inoue                 | 3:6, 7:66, [10:5] |
| 16. | 26. August 2023    | Hongkong            | ITF W40       | Hartplatz | Ayano Shimizu     | Aoi Ito Erika Sema                       | 3:6, 6:3, [11:9]  |
| 17. | 24. August 2024    | Nakhon Si Thammarat | ITF W15       | Hartplatz | Natsumi Kawaguchi | Honoka Kobayashi Yukina Saigō            | 6:3, 6:4          |
| 18. | 24. November 2024  | Takasaki            | ITF W100      | Hartplatz | Ayano Shimizu     | Liang En-shuo Tsao Chia-yi               | 4:6, 6:4, [10:3]  |
| 19. | 30. November 2024  | Yokohama            | ITF W50       | Hartplatz | Ayano Shimizu     | Cho I-hsuan Cho Yi-tsen                  | 6:4, 7:62         |
| 20. | 22. März 2025      | Kōfu                | ITF W50       | Hartplatz | Ayano Shimizu     | Akiko Ōmae Eri Shimizu                   | 6:1, 6:4          |
| 21. | 12. April 2025     | Osaka               | ITF W35       | Hartplatz | Ayano Shimizu     | Ku Yeon-woo Janice Tjen                  | 6:4, 7:5          |
| 22. | 3. Mai 2025        | Gifu                | ITF W100      | Hartplatz | Ayano Shimizu     | Emina Bektas Yuriko Miyazaki             | 6:1, 6:2          |
| 23. | 10. Mai 2025       | Fukuoka             | ITF W35       | Teppich   | Ayano Shimizu     | Miho Kuramochi Akiko Ōmae                | 4:6, 6:2, [10:8]  |
| 24. | 17. Mai 2025       | Kurume              | ITF W50       | Teppich   | Ayano Shimizu     | Ma Yexin Wang Meiling                    | 6:1, 5:7, [10:5]  |